# Jeremy Larner
Jeremy Larner (Olean, 20 marzo 1937) è uno scrittore e sceneggiatore statunitense, vincitore del premio Oscar alla miglior sceneggiatura originale nel 1973 per Il candidato.

## Biografia
Nato a Olean, nello stato di New York, il 20 marzo 1937, si è laureato alla Brandeis University e in seguito ha studiato all'Università della California - Berkeley. Ha iniziato la sua carriera come giornalista d'inchiesta presso quotidiani e riviste prima di esordire nella narrativa nel 1964 con il romanzo Drive, He said trasposto in pellicola sei anni più tardi da Jack Nicholson.
Tra i numerosi riconoscimenti ottenuti spiccano l'Oscar alla miglior sceneggiatura originale nel 1973 per Il candidato e un Writers Guild of America nel 1972. È stato il principale speechwriter del senatore Eugene McCarthy nella campagna presidenziale del 1968 contro lo sfidante Lyndon B. Johnson.

## Opere principali

### Romanzi
- Drive, He said (1964)
- The Answer (1968)

### Racconti
- Rack's Rules (1992)

### Poesia
- My Africa (1989)
- Chicken on Church and other poems (2006)

### Saggi
- Poverty: views from the left con Irving Howe (1962)
- Drogati al magnetofono (The addict in the Street) con Ralph Tefferteller (1964), Milano, Mondadori, 1966 traduzione di Paolo Maranini
- Nobody Knows: Reflections on the McCarthy Campaign of 1968 (1970)

## Filmografia parziale

### Cinema
- Yellow 33 (Drive, He Said) (1971) regia di Jack Nicholson
- Il candidato (The Candidate) (1972) regia di Michael Ritchie